# Arachnothryx secundiflora
Arachnothryx secundiflora là một loài thực vật có hoa trong họ Thiến thảo. Loài này được (B.L.Rob.) Borhidi mô tả khoa học đầu tiên năm 1982.